# كوماني (فلم)
كوماني هو فيلم مغربي أنتج سنة 1989، من إخراج المغربي نبيل لحلو .      

## ملخص
يحكم دكتاتور في بلد اسمه لاشستان طائفة تريد الإطاحة به للاستيلاء على السلطة وإقامة دولة دينية. يقترح موزاد، وهو رئيس (كيو.بي.زيد)، على زعماء الطائفة تصوير الرئيس في مشاهد يقتل فيها ويعذب ويعدم، ويمارس الفواحش. للقيام بذلك، يقدم موزاد المتآمرين إلى كوماني، الممثل المدمن على الكحول وشبيه الرئيس. 

## الطاقم
- سليم برادة
- صوفيا هادي
- حميدو
- رشيد فكاك
- محمد مفتاح